# Новые Нидерланды
Но́вые Нидерла́нды (нидерл. Nieuw-Nederland, англ. New Netherland, лат. Novum Belgium или Nova Belgica) (1614—1674) — исторический регион на атлантическом побережье Северной Америки, существовавший в XVII веке на территории американских штатов Нью-Йорк, Пенсильвания, Нью-Джерси и Делавэр. Устье реки Гудзон было исследовано в 1609 году, а в 1614 году была сформирована колония. Остров Манхэттен и прилегающие земли были выкуплены у индейцев, в 1625 году был построен Новый Амстердам. Но колония развивалась медленно, не приносила больших доходов и служила в основном источником зерна для колоний в Бразилии. Отношения с индейцами были первоначально хорошими, но постепенно испортились и это привело к небольшой войне. В 1664 году колония была без боя занята англичанами.

## Образование колонии
Остров Манхэттен был обнаружен голландской Ост-Индской компанией с яхты «Полумесяц» (нидерл. Halve Maen) под командованием Генри Гудзона в 1609 году и изучен Адрианом Блоком (Adriaen Block) и Хендриком Кристиансом (Christiaensz) в 1611—1614 годы. По их карте в 1614 году Генеральные штаты включили эту территорию как Новые Нидерланды в состав Голландской Республики. В том же году голландцы учредили Форт Нассау на реке Гудзон (ныне Олбани) для торговли с индейцами-могиканами.  

## История
По международному праву, претензии на территорию необходимо было закрепить не только их обнаружением и предоставлением карт, но также их заселением. В мае 1624 года нидерландцы завершили свои претензии доставкой и поселением 30 нидерландских семей на Noten Eylant, современный Губернаторский остров (англ. Governors Island). В 1625 году на южной оконечности Манхэттена был основан Новый Амстердам (будущий Нью-Йорк). В 1626 году мохавки изгнали могикан. В 1643 году между индейцами и голландцами вспыхнула двухлетняя Война Кифта, которая замедлила рост колонии. Тем не менее, в 1653 году голландцы основали новое поселение Эсопус на реке Гудзон, которая тогда называлась Северной (Noortrivier). В 1655 году Новые Нидерланды поглотили колонию Новая Швеция на реке Делавэр. В 1659 году вспыхнула война между голландцами и индейцами-делаварами. В 1664 году губернатор Питер Стёйвесант передал Новые Нидерланды англичанам.

### Исторические карты региона

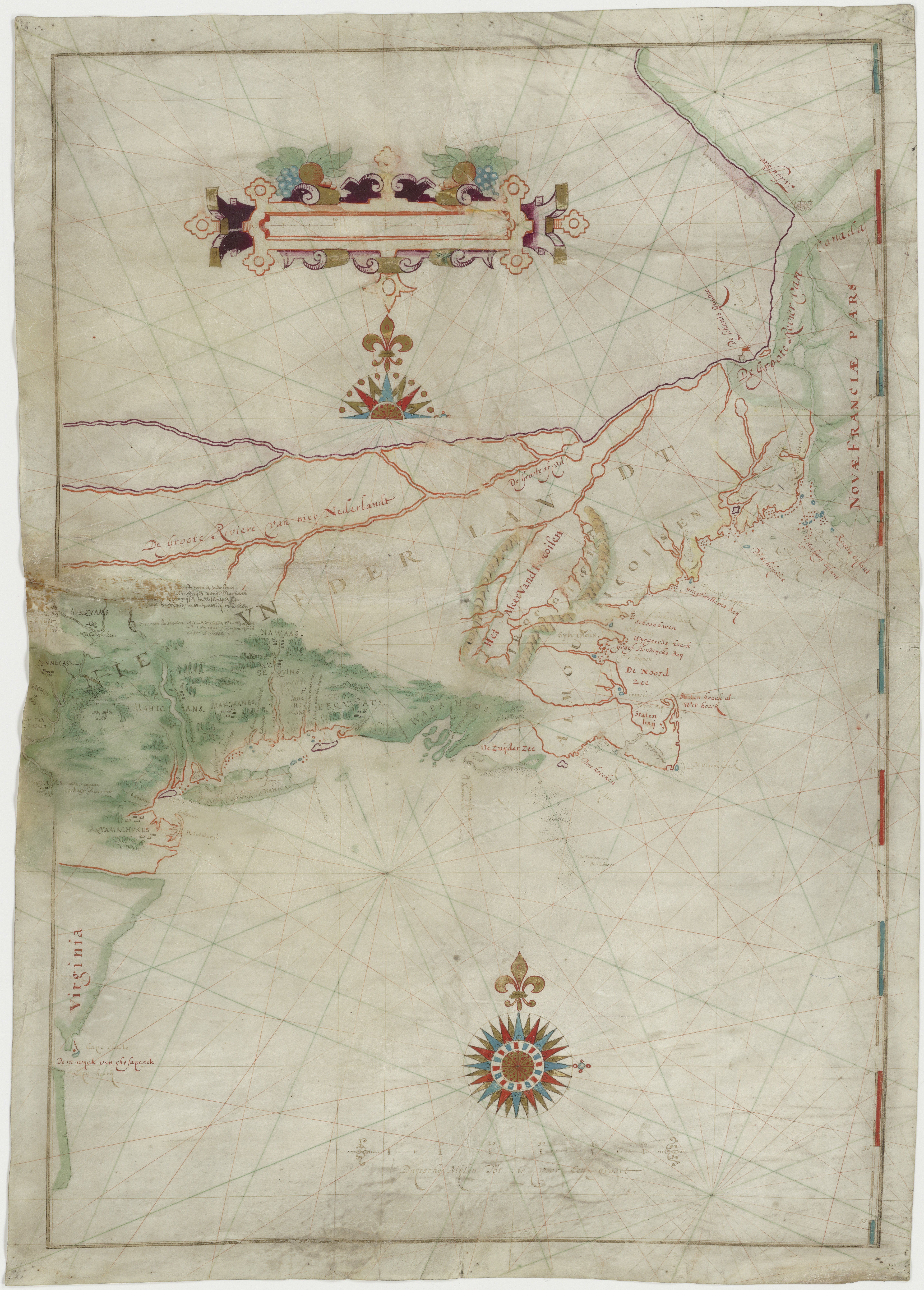
Карта, основанная на данных экспедиции Адриана Блока — первое упоминание названия Новые Нидерланды, 1614 год.
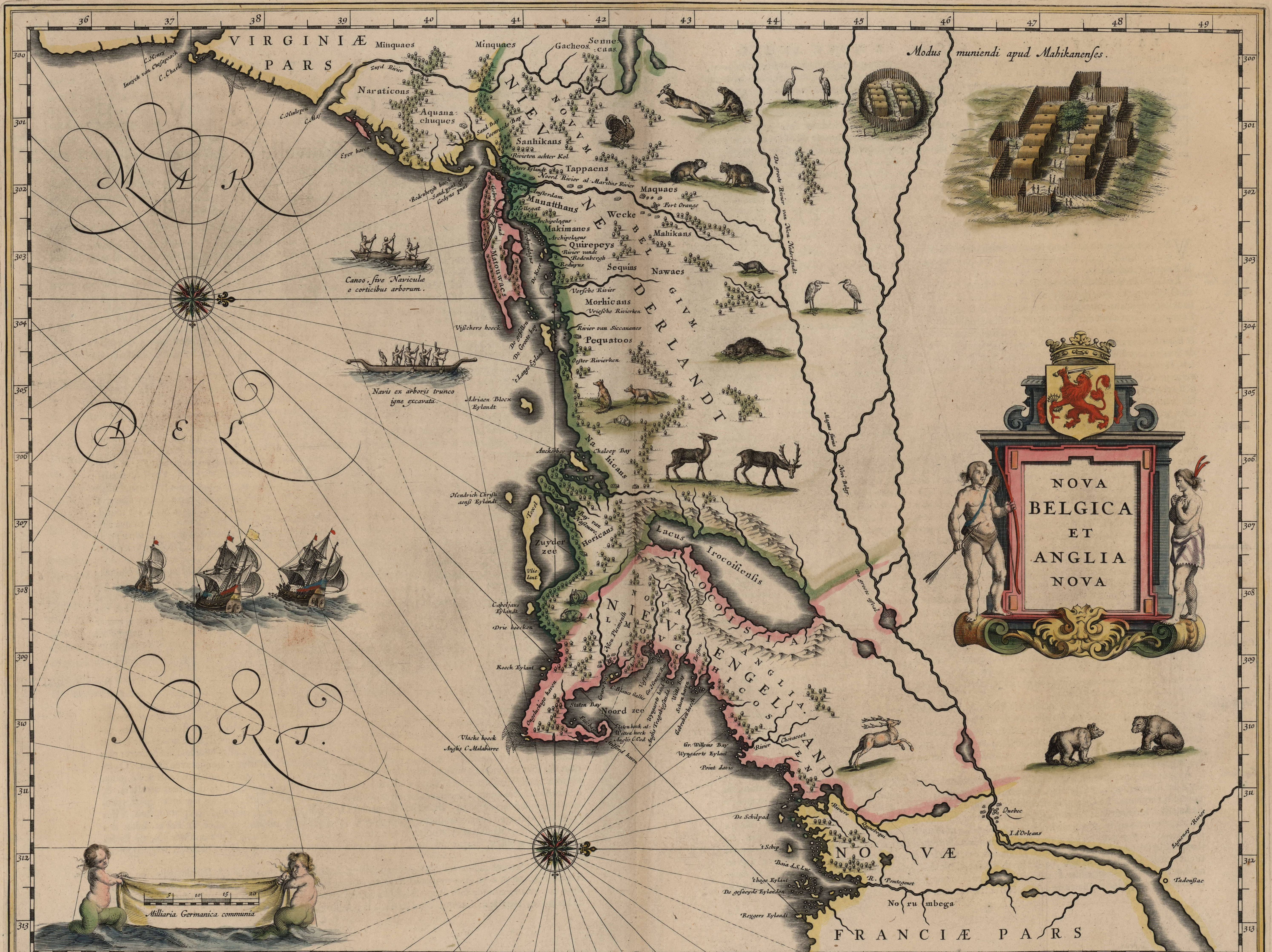
Новые Нидерланды и Новая Англия, 1635 год

### Колонизация
Население по годам:
- 1628: 270
- 1630: 300
- 1640: 500
- 1664: 9000 (700 из них были неграми)